# ألبرت هال
ألبرت هال (بالإنجليزية: Albert Hall)‏ (و. 1937 – م) هو ممثل، وممثل مسرحي، وممثل تلفزيوني، من الولايات المتحدة الأمريكية، ولد في بريغهتون، ألاباما.

## التعليم
تعلم في جامعة كولومبيا، وكلية الفنون في جامعة كولومبيا ‏.

## وصلات خارجية
- ألبرت هال على موقع IMDb (الإنجليزية)
- ألبرت هال على موقع ألو سيني (الفرنسية)
- ألبرت هال على موقع تيرنر كلاسيك موفيز (الإنجليزية)
- ألبرت هال على موقع أول موفي (الإنجليزية)
- ألبرت هال على موقع قاعدة بيانات برودواي على الإنترنت (الإنجليزية)
- ألبرت هال على موقع قاعدة بيانات الأفلام السويدية (السويدية)
- ألبرت هال على موقع قاعدة بيانات الفيلم (الإنجليزية)
- ألبرت هال على موقع كينوبويسك (الروسية)